# Пахала (Хаваји)
Пахала (енгл. Pahala) насељено је место за статистичке потребе у америчкој савезној држави Хаваји. По попису становништва из 2010. у њему је живело 1.356 становника.

## Демографија
Према попису становништва из 2010. у граду је живело 1.356 становника, што је -22 (-1.6%) становника више него 2000. године.
| Група             | 2000.       | 2010.       |
| Белци             | 118 (8,6%)  | 124 (9,1%)  |
| Афроамериканци    | 0 (0,0%)    | 10 (0,7%)   |
| Азијати           | 657 (47,7%) | 582 (42,9%) |
| Хиспаноамериканци | 87 (6,3%)   | 145 (10,7%) |
| Укупно            | 1.378       | 1.356       |